# Miles Island (Südgeorgien)
Miles Island ist eine Insel im Archipel Südgeorgiens im Südatlantik. Sie liegt im Eisfjord und ist die größte der Inseln vor der Einfahrt zur Miles Bay.
Das UK Antarctic Place-Names Committee benannte sie 2009 in Anlehnung an die Benennung der Bucht. Deren Namensgeber ist das Walfangschiff Don Miles, das sich 1934 im Besitz der Gesellschaft Compañía Argentina de Pesca des norwegischen Walfangunternehmers Carl Anton Larsen befand.